# The Sims: Średniowiecze
The Sims Średniowiecze (ang. The Sims Medieval) – gra komputerowa z serii The Sims wyprodukowana przez Visceral Games i wydana 22 marca 2011 przez Electronic Arts. Akcja tej części toczy się w czasach średniowiecznych.

## Nowości
Jest to pierwsza gra z serii, która pozwala na poznanie graczom czasów średniowiecza. Gracze mogą urządzać simom zamki i dbać o nie. Można zostać królem, rycerzem, magiem, kowalem, szpiegiem czy bardem.

## Dodatki do gry
Piraci i bogaci – pierwszy dodatek do gry The Sims Średniowiecze. Dodatek wprowadził nowe zadania, przedmioty oraz możliwość poszukiwania skarbów. Wśród obiektów znalazły się m.in. krzesło przesłuchań, sokoły, papugi oraz nowe stroje w stylu pirackim i szlacheckim. Gracze zostali też wyposażeni w odpowiedni sprzęt do poszukiwania skarbów, czyli łopaty oraz mapy. Premiera gry odbyła się 2 września 2011 roku.